# H8 (Holzhaus Bad Aibling)
Das Gebäude H8 ist ein achtgeschossiges Holz-Haus, das im Jahre 2011 in der oberbayerischen Stadt Bad Aibling errichtet wurde. Zusammen mit dem Gebäude E3 in Berlin zählt es zu den höchsten Holzgebäuden Deutschlands und war zum Zeitpunkt seiner Errichtung nur 5 Meter niedriger als das Holzhochhaus Stadthaus im Londoner Stadtbezirk Hackney.

## Konstruktion
Das Gebäude wurde als Holztafelbau in Rahmenbauweise aufgeführt. Die Konstruktion entstand in Zusammenarbeit mit dem Münchener Architekturbüro Schankula, regionalen Betrieben, der TU München und der Hochschule Rosenheim. Bei der Konzeption des Bauwerks der Gebäudeklasse 5 waren wegen der hölzernen Bauweise besonders hohe Anforderungen an Brandschutz, Statik und Schallschutz zu erfüllen.
Aus Gründen des Brandschutzes musste das Treppenhaus in Stahlbetonbauweise errichtet werden. Ansonsten wurde das Haus aus vorgefertigten hölzernen Blockständerwänden aufgebaut. Die Verkleidung der Fassade wurde geschossweise mit einem Metallwinkel unterbrochen, um eine Brandweiterleitung über die Fassade zu verhindern.
Die Höhe des Gebäudes liegt bei 25 m. Es beherbergt Eigentumswohnungen und Büros, die nutzbare Fläche liegt bei 803 m2.

## Geschichte
Auf dem Gelände befand sich bis zum Jahre 2004 die geheimdienstlich genutzte Bad Aibling Station (auch als Field Station 81 bezeichnet). Nachdem die Einrichtung aufgelassen worden war, wurde das Areal zu einem ökologisch ausgerichteten Stadtteil (Nullenergiestadt Mietraching) umgestaltet. Auf Grund der Erfahrungen mit etwas kleineren Holz-Hochbauten wie dem benachbarten viergeschossigen H4 wurde das Gebäude H8 von der Baugesellschaft B&O Wohnungswirtschaft als beispielhaftes Neubauprojekt geplant und ausgeführt.
Das für H8 und die benachbarten Gebäude der „City of Wood“ verwendete Bausystem wurde im Jahre 2013 mit dem Anerkennungspreis des Deutschen Holzbaupreises ausgezeichnet.

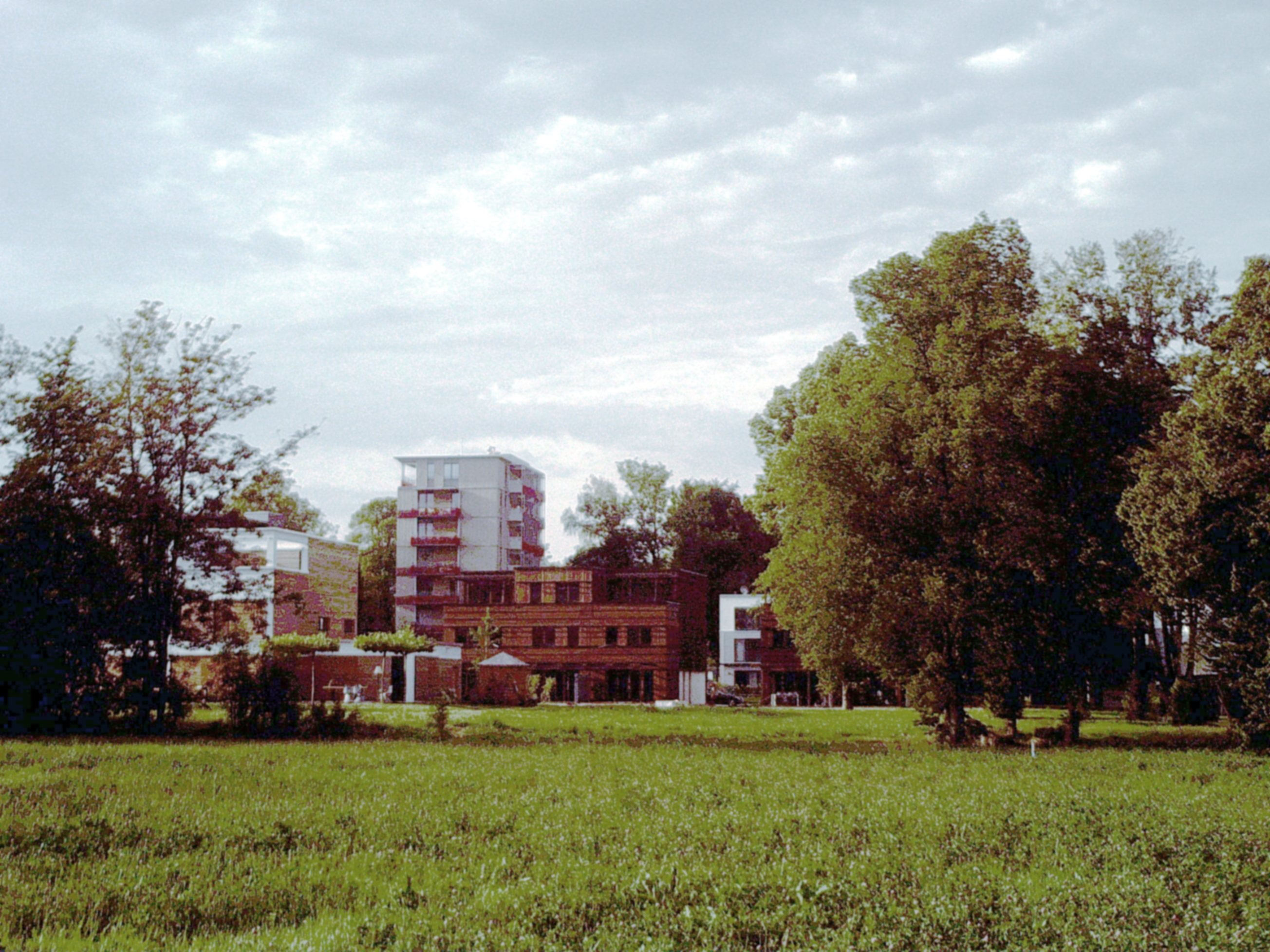
H8 im Ensemble mit weiteren Holzhochbauten
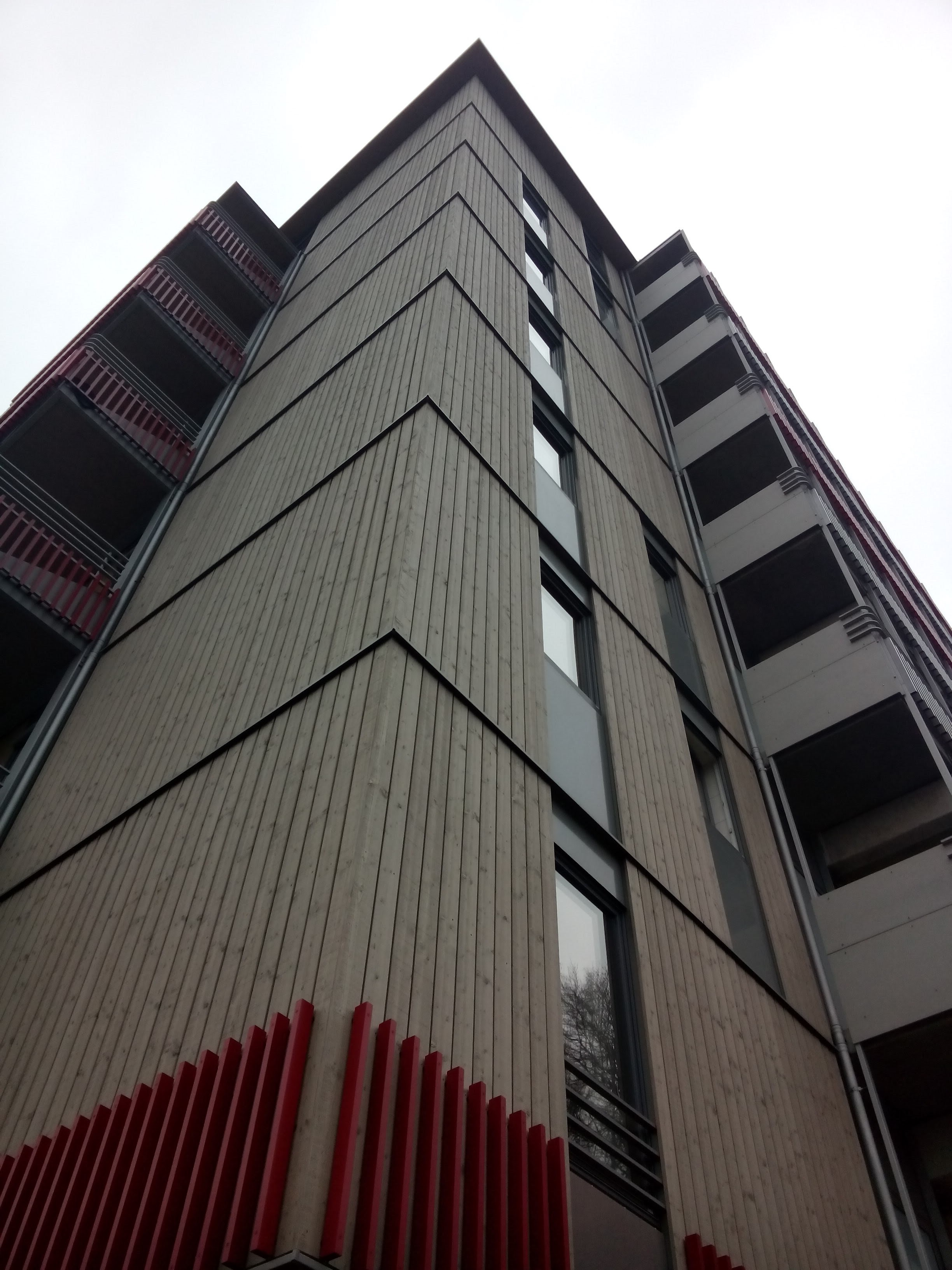
Die Metallwinkel, die eine Ausbreitung von Bränden verhindern sollen.
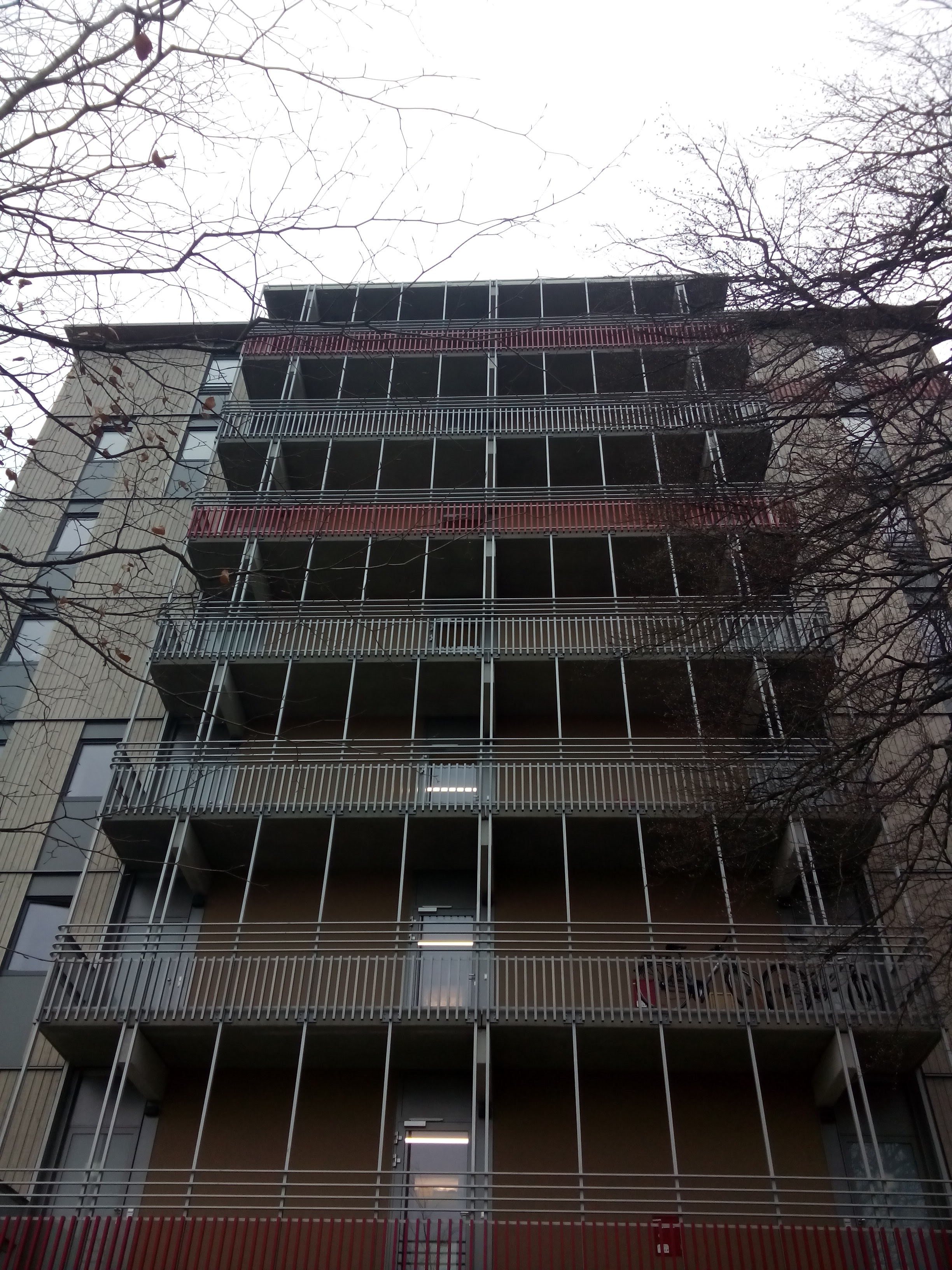
In Beton ausgeführtes Treppenhaus und Balkone